# Ганьёр, Луиза
Мари́я-Луи́за Ганьёр (фр. Marie-Louise Gagneur, урождённая Миньеро фр. Mignerot; 1831 или 1832, Домблан, Юра — 17 февраля 1902, Париж) — французская писательница-романистка, социалистка и феминистка.

## Биография
Родилась в семье писателя. Своё первое произведение, посвящённое проблемам профсоюзов рабочего класса, написала в возрасте 18 лет. Эта работа привлекла внимание радикального депутата Шарля-Владимира Ганьёра, который познакомился с молодой писательницей и в итоге в 1855 году женился на ней.
Активно заниматься литературным творчеством стала с 1859 года. За свою жизнь написала более тридцати романов, которые в XIX веке оценивались как произведения с «социалистическим оттенком», а также множество эссе и статей. Творчеством занималась почти до самого конца жизни. Темами её произведений были феминизм и протест против положения женщин в современной ей Франции, антиклерикализм и критика нищеты рабочего класса. Помимо литературной занималась также и общественной деятельностью, участвуя, в частности, в кампании за разрешение разводов; во многом благодаря её статьям в 1884 году был принят закон, разрешающий разводиться тем, кто заключал брак только через загсы. В 1901 году получила орден Почётного Легиона. Похоронена на кладбище Пер-Лашез в Париже. Её дочь Маргерит Сьямур стала известным скульптором.
Основные произведения: «Une expiation», «Une femme hors ligne», «Un drame électoral», «La croisade noire» — сочинение, переведенное на многие языки, выдержавшее несколько изданий и утвердившее известность этой писательницы; «Le calvaire des femmes», «Les réprouvés», «Les forçats du mariage», «Chair à canon» (есть в русском переводе), «Les crimes de L’amour»; «Les droits du mari» и другие.